# Drone Doom
Drone Doom, häufig einfach Drone (englisch Bordun) genannt, ist ein extremes Subgenre des Doom Metal. Das Genre entstand zu Beginn der 1990er Jahre und ist durch besonders langsame Rhythmen und Akkordfolgen sowie stark verzerrte E-Gitarren gekennzeichnet.

## Geschichte

### Vorgeschichte und Anfang

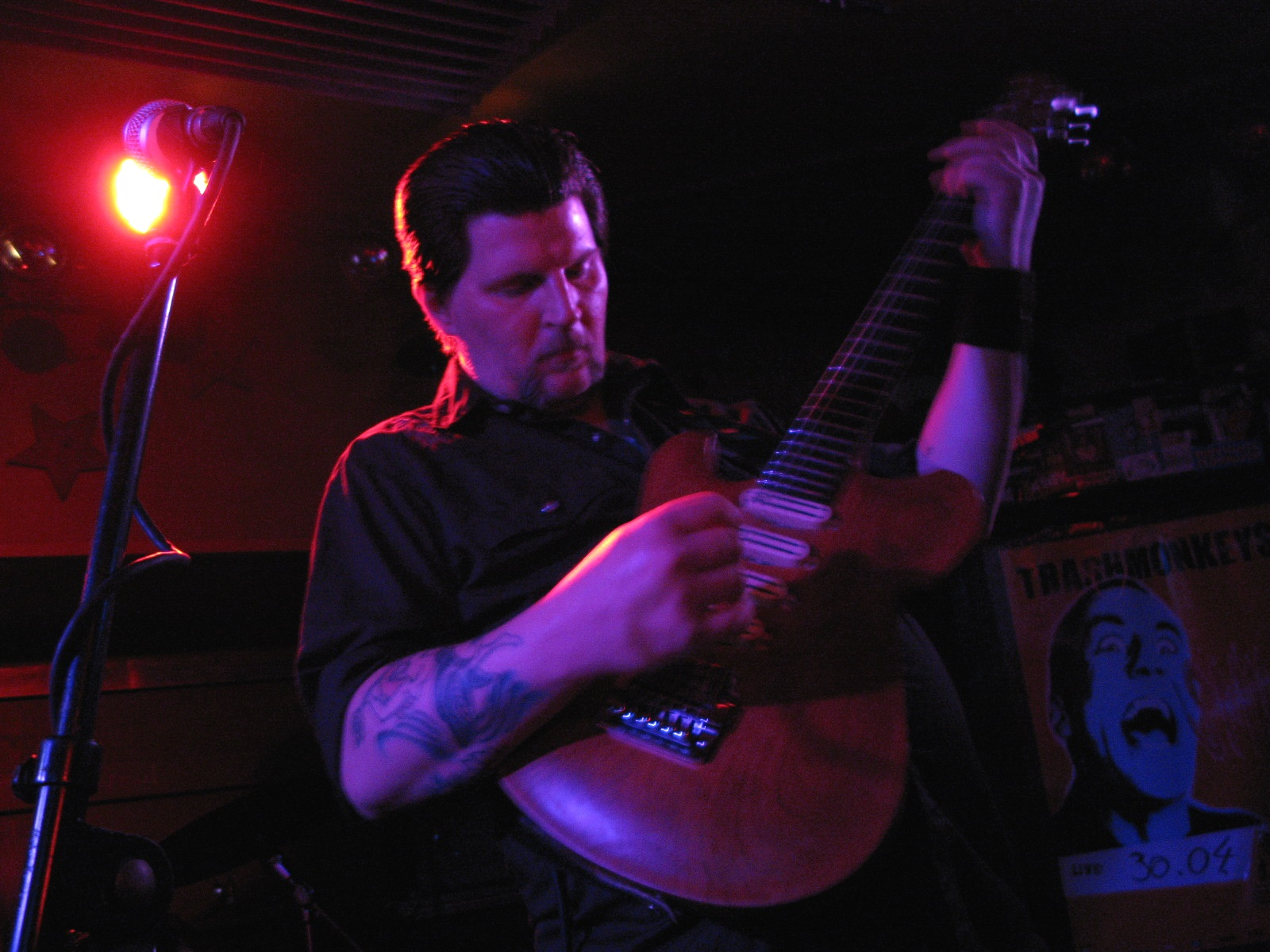
Dylan Carlson, hier Live mit Earth 2009, übertrug Ideen der Minimal Music in den Kontext einer Rockband

Erste Ansätze des Drone Doom entstanden jenseits der popkulturell geprägten Musik mit der Minimal Music. Insbesondere das Werk von La Monte Young, Terry Riley und Tony Conrad deren Dream Music die Grundzüge des Drone Doom vorwegnahm. Laut dem Earth-Gründer und -Gitarristen Dylan Carlson war die Übertragung dieser Minimal Music in den Kontext einer Rockband eine tragende Idee, die bei Earth zum Ausdruck kommen sollte. Insbesondere bezieht sich Carlson auf die konzeptionellen Schriften von La Monte Young.
Die frühesten dem Drone Doom zugerechneten Veröffentlichungen entstanden in der ersten Hälfte der 1990er-Jahre. Dabei entstammten beide Vertreter, Earth und The Melvins, der Hardcore-Punk- und Metal-Szene der US-Bundesstaates Washington, wo sie mit ihren ersten Veröffentlichungen, die im Nachhinein häufig dem Stoner Doom oder Sludge zugerechnet werden, in Erscheinung traten.
Mit den The-Melvins-Veröffentlichungen Joe Preston und Lysol die beide 1992 erschienen, sowie im besonderen Maß mit dem Earth-Album Earth 2: Special Low-Frequency Version von 1993, wurde der Stil initiiert. The Melvins experimentierten bereits 1991 mit dem Stück Boris auf dem Album Bullhead mit langsameren und längeren Songstrukturen, im Verhältnis zu ihren früheren Veröffentlichungen. Mit der EP Joe Preston und dem Album Lysol, das später in Melvins umbenannt wurde, ging die Band zu einem langsamen, repetitiven Spiel über, welches gelegentlich als Anfang des Drone-Doom-Genres besprochen wird. Allerdings werden diese Veröffentlichungen von The Melvins gegenüber Earth 2: Special Low-Frequency Version eher als Produkte einer Rockband betrachtet und weniger als grundsätzlich konzeptioneller musikalischer Ansatz. In den meisten Beurteilungen des Genres gilt eher das Earth-Album als erstes vollwertiges Album des Stils.

### Weiterentwicklung und Popularisierung

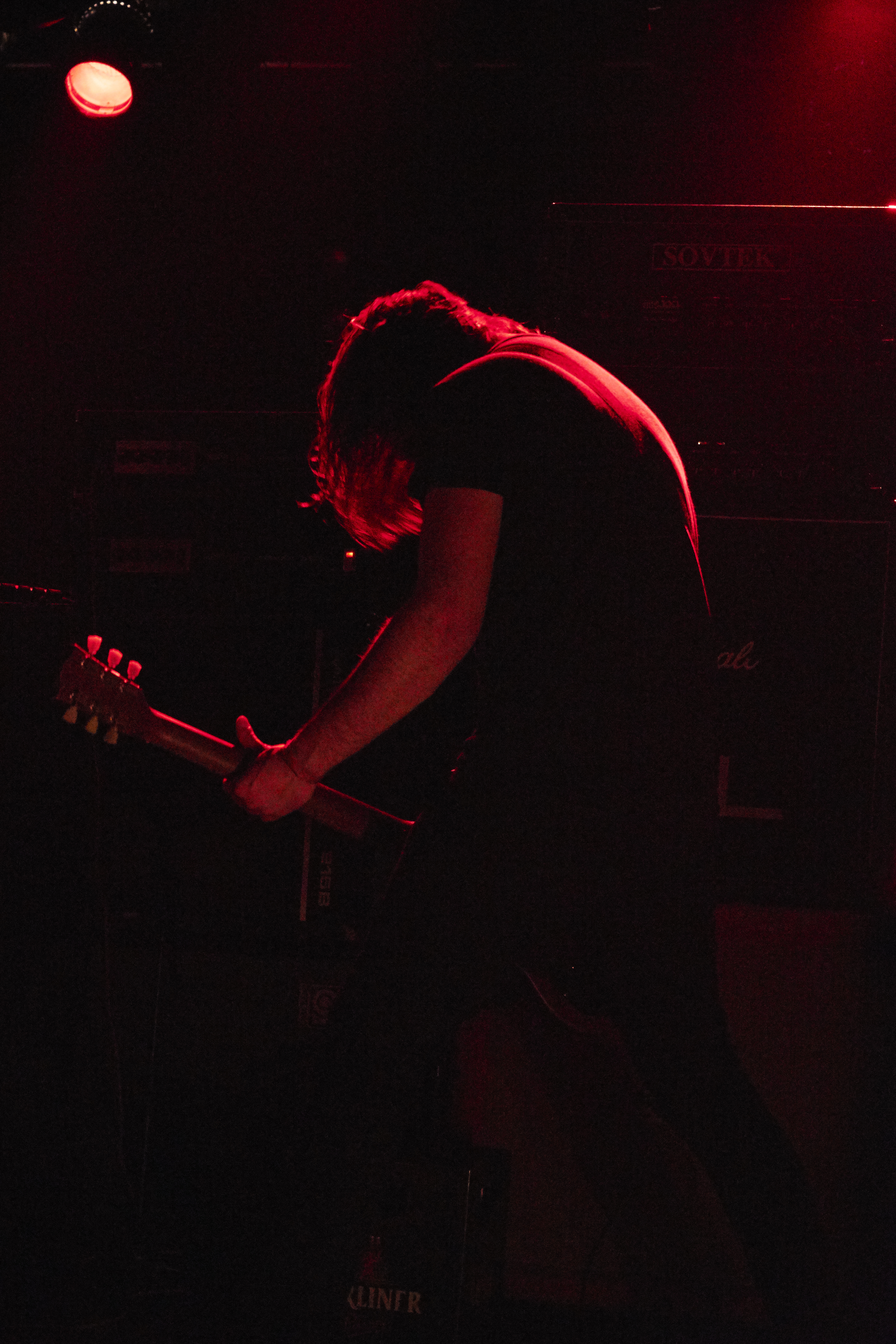
Gruppen wie Monarch!, hier live 2015, bauten mit ihrer Musik auf den Ideen von Earth und The Melvins auf

Unter dem Einfluss von The Melvins und Earth traten seit den späten 1990er-Jahren international mehrere Musikgruppen in Erscheinung, welche den Stil adaptierten, variierten und mit weiteren Einflüssen präsentierten. Nadja aus Kanada und The Angelic Process aus den Vereinigten Staaten spielten Drone unter dem Einfluss des Shoegazing und Ambient, die britischen Moss hefteten okkultistische und durch H. P. Lovecraft inspirierte Texte an den Drone Doom.
Die neuseeländischen Black Boned Angel kombinierten das Genre mit Elementen des Dark Ambient. Einen ähnlichen Ansatz verfolgten Khlyst, TenHornedBeast, Uncertainty Principle, Persistence in Mourning, Auaesuve, Fall of the Grey-Winged One In the Mist Embrujo und House of Low Culture. An der Grenze zum Death Industrial agierte hingegen die spanische Band Strangulation. Auch die durch Nadja und The Angelic Process vertretene Variante der Hinwendung zum Shoegazing und Ambient wird durch Gruppen wie Methadrone oder Mamiffer fortgeführt. Gelegentlich wird diese Variante als Dronegaze oder Ambient Drone Doom mit einem separaten Begriff von anderen Drone-Vertretern abgegrenzt.
Einem Ambient Drone Doom wurde auch das Projekt Arcane Voidsplitter des belgischen Musikers Stijn van Cauter, der sich in der zweiten Hälfte der 2010er-Jahre zunehmend mit Drone Doom befasste, zugerechnet. Als weitere Melange aus Ambient und Drone Doom, kombiniert mit Elementen des Funeral Dooms, präsentiere van Cauter das Projekt Gruulvoqh. Die Projekte Low Cave Sounds und Catacombed des französischen Musikers ‚Hangsvart‘, das portugiesische Projekt Bosque, das argentinische Projekt Qhwertt, das ukrainische Projekt Umnea, das italienische Projekt Rostau, das norwegische Projekt Hjarnidaudi die anonyme deutsche Band Derais, die amerikanische Band Merkstave und das russische Projekt Aarsland näherten sich ebenso dem Drone Doom aus dem Funeral Doom heraus an.
Weitere stilistische Überschneidungen sind häufig zum Stoner Doom, bei Interpreten wie Bongripper, Dark Buddha Rising oder Ufomammut, sowie zum Sludge bei Gruppen wie Khanate, Stumm, Monarch! oder Black Shape of Nexus auszumachen. Mit Interpreten wie Corrupted und Boris, zwei der bekanntesten Gruppen des Genres, existiert eine rege japanische Drone-Doom-Szene, die gelegentlich Überschneidungen und Kooperationen mit Vertretern des Japanoise, insbesondere mit Merzbow, ausweist.
Eine besondere Stellung für die Popularität des Drone nimmt die Gruppe Sunn O))) ein. Sie gilt gemeinhin als die bekannteste Gruppe des Genres und wird weitreichend rezipiert. Als annähernd erfolgreich werden Earth und Boris betrachtet, die übrigen Vertreter des Genres können keine derartige Bekanntheit verbuchen. Das Label Southern Lord des Sunn-O)))-Gitarristen Greg Anderson gilt dabei mit Veröffentlichungen von Khanate, Teeth of Lions Rule the Divine, Sunn O))), Boris und Earth als eine der bedeutsamsten Firmen im Genre.

## Stilistische Merkmale
Der NME- und The-Wire-Redakteur Louis Pattison beschreibt das Genre als einen durch einfache Kerneigenschaften strukturierten Stil: „Langsamkeit, Wiederholung, Lautstärke [und] unerbittliche Schwärze“.
Typisch für diesen minimalen Stil seien stark dröhnend übersteuerte Gitarrenklänge und extrem langsame oder freie Rhythmen. Die Gitarren sind meist tiefer gestimmt und mit Hall- und Echo-Effekten erweitert. Der Großteil des erzeugten Klangs bewegt sich im unteren Frequenzbereich. Gesang und Schlagzeug fehlen häufig, was einen avantgardistischen Eindruck verstärkt. Dem Gesamtklang wird aufgrund der Länge der Stücke, die oft über zehn Minuten reicht, der
Vermengung mit Noise-Elementen und der attestierten Bewegungsarmut der Musik eine Auflösung „landläufige[r] Song-Strukturen“ unterstellt.

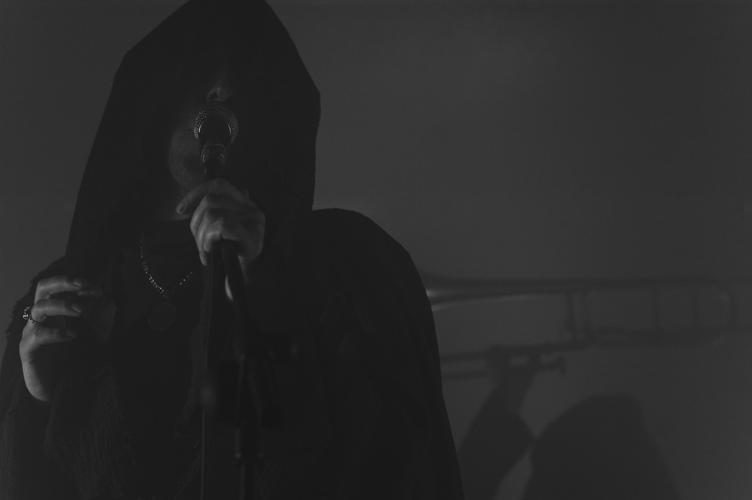
Die Selbstinszenierung von Sunn O))) unterstützt den rituellen Charakter eines Drone-Doom-Konzertes

So gilt der stehende Ton der möglichst lang ausklingenden Gitarren, die oftmals noch durch Feedback-, Echo- oder Hall-Effekte verstärkt werden, als genre-charakteristisch. Um derartige Effekte zu verstärken, werden die Instrumente über mehrere miteinander verknüpfte Gitarrenverstärker gespielt. Ebenso werden Gitarren an Bass-Verstärker angeschlossen, um einen typisch dröhnenden Klang zu erreichen. Dieser Spielweise wird insbesondere für Konzerte ein physisch spürbarer und meditativ wirkender Effekt nachgesagt, welchen insbesondere Sunn O))) durch ein rituell anmutendes Auftreten unterstützen.

„Das Verknüpfen mehrerer bis zum Anschlag aufgedrehter Gitarrenverstärker macht die Musik maximal physisch spürbar, Übersteuerungen, Feedback sowie Hall- und Echo-Effekte erweitern das dröhnende Klangbild. […] Somit werden Rhythmus, Riffs und Melodieläufe aufgelöst und sind nahezu non-existent. Der enorme Schalldruck kann den Hörer in eine Art Trance versetzen, ein Konzert kann sich zu einem spirituellen Ereignis, einem Ritual entwickeln.“

## Nachweise
1. 1 2 3 4 5 6  Louis Pattison: Heavy, Heavier, Heaviest: A Beginner’s Guide To Doom-Drone. Boilerroom.tv, 17. Februar 2015, abgerufen am 15. März 2018.
2. 1 2 3  Unedited EARTH vs WIRE. The Wire, November 2005, archiviert vom Original (nicht mehr online verfügbar) am 16. März 2018; abgerufen am 15. März 2018.
3. 1 2 3  Aristarchos: The History Of Doom Metal Part Three: Alternative Doom. Metalstorm, 8. März 2013, abgerufen am 15. März 2018.
4. 1 2  Dave Segal: The Unbearable Heaviness of Being. The Stranger, 18. Dezember 2013, abgerufen am 15. März 2018.
5. ↑  Matthias: Khlyst: Chaos Is My Name. Mescaline-Injection, 10. Februar 2010, archiviert vom Original (nicht mehr online verfügbar) am 16. Juni 2018; abgerufen am 4. Juni 2018.
6. ↑  Piero Scaruffi: TenHornedBeast. scaruffi.com, abgerufen am 29. Januar 2021.
7. ↑  Uncertainty Principle. Doom-Metal.com, abgerufen am 26. Mai 2020.
8. ↑  Jon: Persistence in Mourning: Confessions Of An American Cult. the Inarguable, abgerufen am 17. Juni 2020.
9. ↑  Bastian: Auasuve: Languished Aeons in Ruins. Metal.de, abgerufen am 3. Juni 2020.
10. ↑  yog sothoth: Fall of the Grey-Winged One: Aeons of Dreams. Guts of Darkness, abgerufen am 21. Mai 2020.
11. ↑  Sykonee: In the Mist: Lost. EMCritic, abgerufen am 9. Juni 2021.
12. ↑  Jaibana Records: Embrujo: Versos Malditos. Bandcamp, abgerufen am 30. April 2024.
13. ↑  Serge Timmers: Strangulation: Strangulation. Luminous Dash, abgerufen am 12. September 2022.
14. ↑  Kevin Jacob: Nadja: Thaumogenesis. Metal Ireland, archiviert vom Original (nicht mehr online verfügbar) am 18. Juni 2017; abgerufen am 20. März 2018.
15. ↑  The Angelic Process. metalstorm, abgerufen am 20. März 2018.
16. ↑  terraasymmetry: Arcane Voidsplitter: Voice of the Stars. Grizzlybutts, abgerufen am 26. April 2019.
17. ↑  Ian Morrissey: Gruulvoqh. Doom-Metal.com, abgerufen am 21. Mai 2020.
18. ↑  Mike Liassides: Interview with Abysmal Growls of Despair. Doom-Metal.com, abgerufen am 3. März 2021.
19. ↑  Bosque. Doom-Metal.com, abgerufen am 1. August 2019.
20. ↑  Orion Music Furias: Qhwertt. Orion Music Furias, archiviert vom Original (nicht mehr online verfügbar) am 9. Dezember 2021; abgerufen am 19. März 2021.
21. ↑  Riccardo Veronese: Umnea. Doom-Metal.com, abgerufen am 24. März 2021.
22. ↑  Rostau. Doom-Metal.com, abgerufen am 14. März 2023.
23. ↑  Hjarnidaudi. Doom-Metal.com, abgerufen am 30. März 2021.
24. ↑  Ralf: DeRais: Of Angel´s Seed and Devil´s Harvest. Neckbreaker, abgerufen am 20. November 2020.
25. ↑  Cody Davis: Funeral Doom Friday: Looking Back On MERKSTAVE & Their Deathly Demos. Metal Injection, abgerufen am 2. Februar 2024.
26. ↑  Riccardo Veronese: Aarsland: Gedenkstätte. Doom-Metal.com, abgerufen am 16. Juli 2020.
27. 1 2 3  Arne Eber: Ästhetik des Doom. Hrsg.: ResettWorld. S. 31.
28. ↑  Thorsten Zahn, Petra Schurer: Emotionen in Zeitlupe. Rolling Stone, Juni 2003, archiviert vom Original am 12. November 2014; abgerufen am 18. März 2017.